# Aega truncata
Aega truncata är en kräftdjursart som beskrevs av Richardson 1910. Aega truncata ingår i släktet Aega och familjen Aegidae. Inga underarter finns listade i Catalogue of Life.